# Henri Malartre
Pour les articles homonymes, voir Malartre.
Henri Malartre, né le 19 décembre 1905 à Saint-Joseph, dans la Loire et mort le 13 novembre 2005 à Lyon, est un professionnel de la démolition automobile français, collectionneur et fondateur du Musée de l'automobile de Rochetaillée-sur-Saône,.

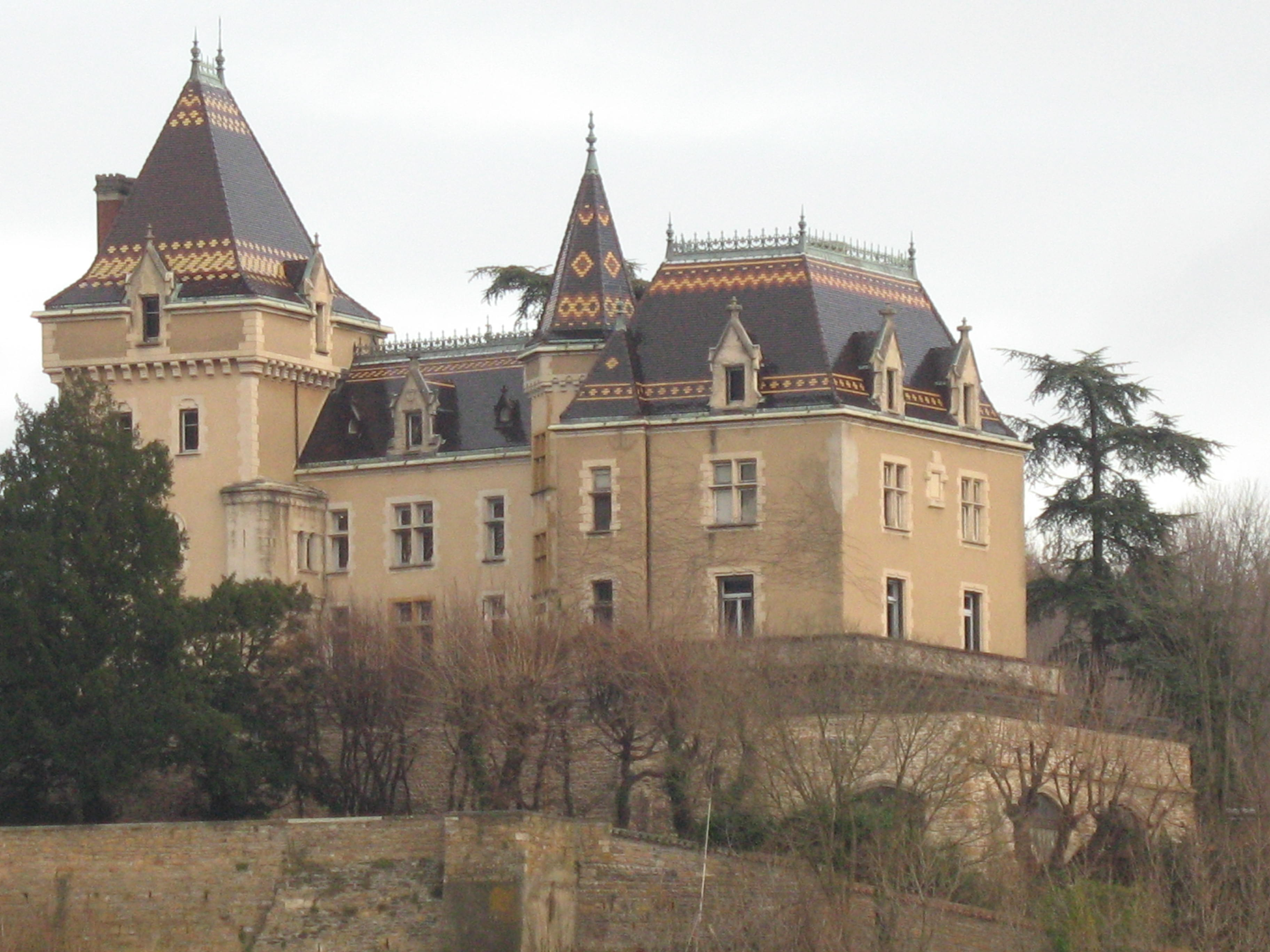
Château de Rochetaillée-sur-Saône, musée de l'automobile Henri-Malartre.

## Biographie
Fils d'un constructeur en métallurgie, il crée en 1929 à Lyon une entreprise de récupération de pièces détachées pour l'automobile. À l’occasion de l’exercice de son activité de démolition, à plusieurs reprises, il se trouve confronté  à des modèles attachants et intéressants sur le point historique. Il refuse de les sacrifier, et constitue une collection dans les années 1930.
Celle-ci est préservée durant la Seconde Guerre mondiale, cachée dans une grange sur la commune de Beaurepaire en Isère. En 1942, il entre dans la résistance, où il effectue des transports d'armes et d'imprimés jusqu'en 1944, époque où il est arrêté, torturé et déporté.
Son activité de démolition reprenant après la Libération de la France, sa collection augmente. Pour la première fois, en 1956, elle est exposée avenue Berthelot, dans les locaux de l'entreprise. Il crée le club des Amateurs d'automobiles anciennes (AAA) avec Paul Mélot et Lucien Loreille.
Face au succès et à l'engouement engendrés par les voitures anciennes, naît le projet de créer un musée. Après avoir fait l'acquisition du château de Rochetaillée-sur-Saône en 1959, il ouvre dans l'enceinte de celui-ci son musée le 31 mai 1960 avec le soutien de Louis Pradel, maire de Lyon.
Henri Malartre repose au cimetière de la Guillotière à Lyon.